# Рапопорт, Мирон Бурихович
Миро́н Бу́рихович (Бори́сович) Рапопо́рт (11 августа 1932, Кишинёв — 14 ноября 2018, Москва) — советский и российский геофизик. Доктор технических наук (1978), профессор (1980), лауреат Государственной премии СССР (1986). Заслуженный деятель науки Российской Федерации (2005).

## Биография
Мирон Рапопорт родился 11 августа 1932 года в городе Кишинёве.
После окончания Львовского политехнического института в 1954 году по специальности «Геофизические методы поисков и разведки полезных ископаемых» была распределён в Гурьевскую геофизическую лабораторию, где под руководством Л. С. Полака (1908—2002) опубликовал первую научную работу по естественной радиоактивности горных пород. В 1954—1957 годах работал начальником партии треста «Казнефтегеофизика». В 1961 году окончил аспирантуру МИНХиГП им. И. М. Губкина и защитил кандидатскую диссертацию по теме «Моделирование волновых процессов применительно к сейсмическому методу РНП». В 1961—1963 годах — старший научный сотрудник УкрНИГРИ, в 1963—1968 годах — старший научный сотрудник кафедры полевой геофизики института нефти и газа имени И. М. Губкина, в 1968—1980 годах — заведующий отраслевой лабораторией сейсморазведки там же.
Докторскую диссертацию по теме «Цифровая обработка и интерпретация данных сейсморазведки» защитил в 1978 году. С 1980 года — профессор кафедры полевой (разведочной) геофизики Российского государственного университета нефти и газа им. И. М. Губкина.
М. Б. Рапопорт — автор ряда научных трудов в области геофизических систем, открыл эффект сейсмической неупругости залежей нефти и газа и на его основе разработал метод обнаружения таких залежей. Разработал несколько устройств для преобразования вибросейсмической информации.

## Монографии
- Автоматическая обработка записей колебаний в сейсморазведке. М.: Недра, 1973.
- Применение вычислительной техники в полевой геофизике. М.: МИНХИГП, 1981.
- Измерительно-вычислительные комплексы для геофизических исследований (с А. С. Моисеенко). М.: Недра, 1981.
- Вычислительная техника в полевой геофизике. М.: Недра, 1985 и 1993.